# 神田茂
神田 茂（かんだ しげる、1894年〈明治27年〉2月21日 - 1974年〈昭和49年〉7月29日）は、日本の天文学者。元横浜国立大学教授。大阪府出身。アマチュア天文家の指導者として有名。

## 人物
1894年（明治27年）大阪に生まれる。麻布中学、二高を経て、1920年（大正9年）東京帝国大学理学部天文学科を卒業、東京天文台（国立天文台の前身）の技手となる。同じ年の8月20日にはくちょう座に新星を発見している。
東京天文台では『理科年表』や日本天文学会の会誌『天文月報』の編集に当たった。また星の古記録を組織的に収集し『日本天文史料綜覧』（1934年）や『日本天文史料』（1935年）をまとめた。
1943年（昭和18年）に天文台を退官すると湯河原に移住し、1945年（昭和20年）「神田天文学会」を創立、翌年には日本天文研究会と改称した。一時期横浜国立大学教授を務めたこともある。アマチュア天文家の指導に熱心で、「西の山本一清、東の神田茂」と称された。1974年（昭和49年）、肝臓癌のため死去。
遺族からの寄付を元に日本天文学会が神田茂記念賞を設け、1976年（昭和51年）アマチュア天文学の分野で功績顕著な9人に対し賞状とメダルが贈られた。
神田の弟子に広瀬秀雄がいる。

## 著書

### 単著
- 『彗星』（古今書院　1925年）
- 『物理学及ビ化学・惑星の話他』（岩波書店　岩波講座　1929年）
- 『日本の天文気象史料』（あしかび書房　1947年）
- 『主要変光星表』（恒星社厚生閣　1950年）
- 『天文学概説　新訂版』（恒星社厚生閣　1959年）
- 『天文学の歴史・江戸時代の天文学』（恒星社厚生閣　新天文学講座12　新版　1964年）
- 『三正綜覧－付：陰陽暦対照表』（芸林舎　1973年）
- 『明治前　日本天文学史・観測史』（日本学士院編　1979年）

### 共著
- 『天文地球物理学』（恒星社厚生閣　1957年）

### 編著
- 『日本天文史料　上下　復刻版』（原書房　1978年）
- 『日本天文史料綜覧』（原書房　1978年）

### 校訂
- 『新撰・全天恒星図』（恒星社厚生閣　1946年）